# Emmanuel Elong
Pour les articles homonymes, voir Elong.
Emmanuel Elong, né à Mbonjo (Bonaléa), est un activiste camerounais connu pour son combat contre le géant Bolloré et sa participation dans les entreprises d'exploitations de palmeraies au Cameroun (SOCAPALM).

## Biographie

### Enfance, formation et débuts
Emmanuel Elong est né à Mbonjo, un des 57 villages de la commune de Bonaléa, dans le Moungo, au nord de Douala. Il nait presque en même temps que les grandes exploitations agricoles de la CDC et de la Socapalm et grandit aux abords de cette dernière.

### Parcours militant
Il milite contre l'expropriation des terres au profit des palmeraies au Cameroun, dans lesquelles le groupe Bolloré a pris d'importantes participations. Il écrit une première lettre en 2008 à Vincent Bolloré, et à Jean Yves LeDrian,,.
En mars 2016, aux suites d'une enquête sur les plantations de la Socfin au Cameroun après avoir un rapport intitulé « Les forêts d'Afrique menacées : les plantations de la Socfin au Cameroun et au Libéria », Greenpeace relaie les préoccupations des paysans camerounais, représentés par plusieurs associations, dont celles de Emmanuel Elong. Leurs inquiétudes portent sur les menaces pesant sur les forêts essentielles à la préservation des équilibres climatiques, de la biodiversité et les conditions de vie des populations locales. Elong dénonce l'activité de la Socfin et son refus d'adopter une politique de compensation de la déforestation dans lesquelles l'entreprise opère. 
En 2018, dans une lettre adressée au Ministre français, les associations qu'il représente demandent sa protection du gouvernement français à l'occasion de sa venue sur le territoire en vue de témoigner en faveur d'un reportage diffusé par la chaîne de télévision France 2 ; à ce titre, elles déclarent : 
En Juillet 2021, à Yaoundé, il conteste devant la presse la certification RSPO de la Safacam.
Le 20 Juin 2022, la justice tranche en faveur d'Emmanuel Elong et des associations qu'il représente "afin d’obliger la société Bolloré à remédier aux violations de droits humains dénoncées dans le cadre des activités de la filiale camerounaise Socapalm".